# Pufferung
Die Pufferung eines Bodens ist seine Widerstandsfähigkeit gegen pH-Wert-Änderungen bei Zufuhr von H3O+- oder OH−-Ionen. Diese Widerstandsfähigkeit ist deshalb von Bedeutung, weil Pflanzen und Bodenorganismen auf plötzliche Änderungen des Säuregrades sehr empfindlich reagieren. Die Pufferungskapazität eines Bodens wird in erster Linie von der Kationenaustauschkapazität und von der Basensättigung eines Bodens bestimmt. Eine plötzliche Zufuhr von H3O+-Ionen in der Bodenlösung wird dadurch neutralisiert, dass diese gegen basische Kationen des Sorptionskomplexes ausgetauscht werden. Umgekehrt wird eine plötzliche Zufuhr von OH−-Ionen durch die Abgabe von H3O+-Ionen an die Bodenlösung im Austausch gegen basische Kationen neutralisiert. Der pH-Wert ändert sich also erst signifikant, wenn die Pufferkapazität erschöpft ist. Wegen der viel höheren Menge sorbierter H3O+-Ionen braucht ein Boden hoher Austauschkapazität (Tonboden) zur Anhebung des pH-Wertes viel größere Kalkmengen als ein sorptionsschwacher Sandboden. Kalkhaltige Böden haben ein sehr großes Pufferungsvermögen gegenüber Säuren.